# Anisogammarus slatteryi
Anisogammarus slatteryi är en kräftdjursart som beskrevs av Edward Lloyd Bousfield 200. Anisogammarus slatteryi ingår i släktet Anisogammarus och familjen Anisogammaridae. Inga underarter finns listade i Catalogue of Life.